# Pilus
Pilus (pl. pilusy nebo pily) je vlasovitý útvar na povrchu mnoha bakterií. Podobným termínem je fimbrie (někdy se však používá termín fimbrie obecněji, zatímco pilus označuje jen struktury sloužící ke konjugaci). Všechny pilusy se primárně skládají z oligomerních pilinových proteinů.

## Sexuální pilusy
Sexuální pilusy (také zvané F-pilusy či konjugativní pilusy) spojují jednu bakterii k druhé, spojují cytoplazmy obou buněk a umožňují tím výměnu genetické informace (plazmidů). Vyměněné plazmidy mohou následně umožnit určitou novou funkci, například rezistenci k antibiotikům. Bakterie mohou mít až deset těchto sexuálních pilusů. Někdy jich využívají bakteriofágy při vstupu do bakteriálních buněk.
Sexuální pilusy se nepoužívají k pohlavnímu rozmnožování a je nesprávné je srovnávat s penisem, přestože se tak často děje kvůli snadnějšímu pochopení. Slouží jen k výměně DNA.
Pilus mívá obvykle 6-7 nm v průměru.

## Jiné pilusy
Některé pilusy (tzv. IV type pili - pilusy čtvrtého typu) slouží k pohybu. Mechanismus pohybu spočívá nejprve v adhezi (přilnutí) pilusu na substrát, následně se celý pilus stáhne a přitáhne k sobě celou buňku. Princip se dá přirovnat ke kotvě nebo k cepínu. Většinou je výsledný pohyb charakteristicky trhaný.
Mnohé pilusy (v tomto případě velmi často zvané fimbrie) umožňují přilnutí bakteriálních buněk k povrchu (např. při vzniku infekce, při vzniku biofilmu, atp.). Fimbrie jsou buď rozmístěné přibližně rovnoměrně po celém povrchu buňky, nebo rostou z opačných pólů. Mutantní bakterie, které postrádají tyto fimbrie, nemohou přilnout k jejich cílovému povrchu, a proto nemohou způsobit chorobu.